# Aloe peckii
Aloe peckii é uma espécie de liliopsida do gênero Aloe, pertencente à família Asphodelaceae.